# Europäischer Thesaurus Internationale Beziehungen und Länderkunde
Der Europäische Thesaurus Internationale Beziehungen und Länderkunde (kurz: Europäischer Thesaurus) ist ein Thesaurus für das Fachgebiet Internationale Beziehungen und Länderkunde. Er ist das Ergebnis eines internationalen terminologischen Kooperationsprojektes im Rahmen des European Information Network on International Relations and Area Studies (EINIRAS), herausgegeben von Dietrich Seydel (Deutschland), Susan J. Boyde (UK) und Leszek Cyrzyk (Polen) unter Mitarbeit von 12 weiteren Vertretern europäischer Institute. Mit Hilfe des Europäischen Thesaurus lassen sich Fachpublikationen und andere textliche Materialien (zum Beispiel offizielle Dokumente von Regierungen und internationalen Organisationen, Abkommenstexte, Presseartikel) zu internationalen und regionalwissenschaftlichen Themen in einer Literaturdatenbank inhaltlich beschreiben (Indexierung) und wiederauffinden (Retrieval). Der Europäische Thesaurus enthält circa 8.250 Deskriptoren, die sich auf 24 Sachgebiete verteilen. Der Europäische Thesaurus ist ein multilingualer Thesaurus und umfasst die Sprachen Deutsch, Englisch, Französisch, Italienisch, Kroatisch, Polnisch, Russisch, Spanisch und Tschechisch. Neben den Deskriptoren steht für jede Sprachversion zusätzlich eine Vielzahl von Nicht-Deskriptoren als Zugangsvokabular zur Verfügung.

## Anwendung
Der Europäische Thesaurus wird derzeit in folgenden wissenschaftlichen Einrichtungen zur inhaltlichen Erschließung und Recherche eingesetzt:
- Fachinformationsverbund Internationale Beziehungen und Länderkunde (FIV) (Datenbank „World Affairs Online“)
- Institute of International Relations (IIR), Prag
- Polish Institute of International Affairs (PISM), Warschau

## Versionen
Der Europäische Thesaurus ist im September 2007 in einer siebensprachigen Printausgabe erschienen, die aus einem mehrsprachigen sachsystematischen Teil und sieben einsprachigen alphabetischen Teilen besteht. Über das Fachportal IREON (International Relations and Area Studies Online) ist der Europäische Thesaurus im Internet öffentlich zugänglich. Die Online-Version umfasst zusätzlich die Sprachen Kroatisch und Russisch und zeigt die gesamten semantischen Beziehungen eines Deskriptors (Ober-, Unter- und verwandte Begriffe).